# Desa Kalisat (administrativ by i Indonesien, lat -8,12, long 113,81)
Desa Kalisat är en administrativ by i Indonesien.   Den ligger i provinsen Jawa Timur, i den sydvästra delen av landet, 800 km öster om huvudstaden Jakarta.